# Harry La Pearl
Pour les articles homonymes, voir Pearl.
Harry La Pearl (de son vrai nom William Henry La Pearl) est un artiste de cirque et un acteur américain né le 10 octobre 1884, à Danville (Illinois) et décédé le 14 janvier 1946 à Los Angeles (Californie).
La Pearl est un vétéran du spectacle. Il commence sa carrière tout enfant dans le cirque de son père, J. H. La Pearl. Entre 1912 et 1917, il tourna dans une quinzaine de films pour le grand écran.

## Filmographie
- 1912 : Clownland
- 1915 : Still Waters
- 1915 : The Flying Twins
- 1917 : Polly of the Circus